# Dirka po Sloveniji 2012
Dirka po Sloveniji 2012 je bila devetnajsta izvedba Dirke po Sloveniji. To je bila etapna dirka UCI Europe Tour (2.1), ki je potekala od 14. do 17. junija 2012, v skupni dolžini 566,2 kilometrov.
Rumena majica za skupno razvrstitev, ki so jo podeljevali vse od prve dirke, je prvič zamenjala barvo in sicer so izjemoma podelili modro majico, saj je bil glavni pokrovitelj dirke Planet–Siol.net.
Cilj dirke je bil Ljubljani, kar je bilo v zgodovini tega tekmovanja tretjič in zadnjič izven Novega mesta.
Dirko je zmagal Janez Brajkovič, drugi je bil Domenico Pozzovivo, tretji pa Bruno Pires.
Nosilci preostalih majic so bili: Simone Ponzi naknadno najboljši po točkah (zelena), Preben Van Hecke na gorskih ciljih (pikčastɑ), Jan Polanc najboljši mladi kolesar (bela) in ekipno Loborika Favorit Team.

## Ekipe
Dirko je začelo 112 kolesarjev iz 15 ekip, od tega jo je končalo 99 kolesarjev.

### UCI ProTeams
- Astana
- Saxo Bank–Tinkoff Bank
- Farnese Vini–Selle Italia
- Colnago–CSF Bardiani
- Liquigas-Cannondale
- Topsport Vlaanderen–Mercator
- Lampre-ISD
- Orica–GreenEDGE

### UCI Pro Continental
- Acqua & Sapone

### UCI Continental
- Adria Mobil
- Radenska
- Sava
- Tirol Cycling Team
- Team Idea
- Loborika Favorit Team

## Trasa in etape
| Etapa  | Datum     | Trasa                        | Dolžina  | Disciplina | Disciplina      | Zmagovalec                    |
| ------ | --------- | ---------------------------- | -------- | ---------- | --------------- | ----------------------------- |
| 1      | 14. junij | Celje – Novo mesto           | 152 km   |            | hribovita etapa | Simone Ponzi                  |
| 2      | 15. junij | Kočevje – Metlika            | 177,4 km |            | hribovita etapa | Daryl Impey                   |
| 3      | 16. junij | Ivančna Gorica – Škofja Loka | 219 km   |            | gorska etapa    | Domenico Pozzovivo            |
| 4      | 17. junij | Ljubljana – Ljubljana        | 17,8 km  |            | kronometer      | Adriano Malori Kristjan Koren |
| Skupaj | Skupaj    | 566,2 km                     | 566,2 km | 566,2 km   | 566,2 km        | 566,2 km                      |

## Razvrstitev vodilnih
| Etapa          | Zmagovalec                    | Skupno             | Po točkah                   | Gorski cilji     | Mladi kolesarji      | Ekipno                |
| -------------- | ----------------------------- | ------------------ | --------------------------- | ---------------- | -------------------- | --------------------- |
| 1              | Simone Ponzi                  | Simone Ponzi       | Simone Ponzi                | Klemen Štimulak  | Arthur Vanoverberghe | ni podatka            |
| 2              | Daryl Impey                   | Simone Ponzi       | ni podatka                  | Klemen Štimulak  | Jan Polanc           | ni podatka            |
| 3              | Domenico Pozzovivo            | Domenico Pozzovivo | ni podatka                  | Preben Van Hecke | Jan Polanc           | ni podatka            |
| 4              | Kristjan Koren Adriano Malori | Janez Brajkovič    | Kristjan Koren Simone Ponzi | Preben Van Hecke | Jan Polanc           | Loborika Favorit Team |
| Končni nosilci | Končni nosilci                | Janez Brajkovič    | Kristjan Koren Simone Ponzi | Preben Van Hecke | Jan Polanc           | Loborika Favorit Team |

## Končna razvrstitev
| Legenda | Legenda                      | Legenda | Legenda                          |
| ------- | ---------------------------- | ------- | -------------------------------- |
|         | Zmagovalec skupnega seštevka |         | Zmagovalec gorskih ciljev        |
|         | Zmagovalec po točkah         |         | Zmagovalec med mladimi kolesarji |

### Skupno
| Uvr. | Kolesar            | Ekipa                     | Čas         |
| ---- | ------------------ | ------------------------- | ----------- |
| 1.   | Janez Brajkovič    | Astana                    | 14h 20' 42" |
| 2.   | Domenico Pozzovivo | Colnago–CSF Bardiani      | + 06"       |
| DSQ  | Kristjan Koren     | Liquigas-Cannondale       | + 1' 16"    |
| 3.   | Bruno Pires        | Saxo Bank–Tinkoff Bank    | + 2' 12"    |
| 4.   | Matteo Rabottini   | Farnese Vini–Selle Italia | + 2' 23"    |
| 5.   | Dominik Nerz       | Liquigas-Cannondale       | + 2' 35"    |
| 6.   | Jure Golčer        | Tirol Cycling Team        | + 2' 39"    |
| 7.   | Daniele Ratto      | Liquigas-Cannondale       | + 2' 45"    |
| 8.   | Tomaž Nose         | Adria Mobil               | + 0' 45"    |
| 9.   | Winner Anacona     | Lampre-ISD                | + 2' 51"    |
| 10.  | Francesco Failli   | Farnese Vini–Selle Italia | + 2' 53"    |

### Po točkah
| Uvr. | Kolesar            | Ekipa                        | Točke |
| ---- | ------------------ | ---------------------------- | ----- |
| DSQ  | Kristjan Koren     | Liquigas-Cannondale          | 65    |
| 1.   | Simone Ponzi       | Astana                       | 45    |
| 2.   | Daniele Ratto      | Liquigas-Cannondale          | 44    |
| 3.   | Daryl Impey        | Orica–GreenEDGE              |       |
| 4.   | Domenico Pozzovivo | Colnago–CSF Bardiani         |       |
| 5.   | Janez Brajkovič    | Astana                       |       |
| 6.   | Preben Van Hecke   | Topsport Vlaanderen–Mercator |       |
| 7.   | Francesco Failli   | Farnese Vini–Selle Italia    |       |
| 8.   | Adriano Malori     | Lampre-ISD                   |       |
| 9.   | Francesco Reda     | Acqua & Sapone               |       |

### Gorski cilji
| Uvr. | Kolesar            | Ekipa                        | Točke |
| ---- | ------------------ | ---------------------------- | ----- |
| 1.   | Preben Van Hecke   | Topsport Vlaanderen–Mercator | 30    |
| 2.   | Klemen Štimulak    | Radenska                     | 25    |
| 3.   | Janez Brajkovič    | Astana                       | 12    |
| 4.   | Vitalij Buc        | Lampre-ISD                   |       |
| 5.   | Domenico Pozzovivo | Colnago–CSF Bardiani         |       |
| 6.   | Andrea Pasqualon   | Colnago–CSF Bardiani         |       |
| 7.   | David Tanner       | Saxo Bank–Tinkoff Bank       |       |
| 8.   | Tomaž Nose         | Adria Mobil                  |       |
| 9.   | Harald Totschnig   | Tirol Cycling Team           |       |
| 10.  | Bruno Pires        | Saxo Bank–Tinkoff Bank       |       |

### Mladi kolesarji
| Uvr. | Kolesar              | Ekipa                        | Čas         |
| ---- | -------------------- | ---------------------------- | ----------- |
| 1.   | Jan Polanc           | Radenska                     | 14h 27' 24" |
| 2.   | Preben Van Hecke     | Topsport Vlaanderen–Mercator | + 10' 58"   |
| 3.   | Arthur Vanoverberghe | Topsport Vlaanderen–Mercator | + 11' 11"   |
| 4.   | Jan Tratnik          | Radenska                     | + 15' 03"   |
| 5.   | Jaka Bostner         | Radenska                     | + 16' 29"   |
| 6.   | Luka Pibernik        | Radenska                     | + 18' 59"   |
| 7.   | Klemen Štimulak      | Radenska                     | + 23' 16"   |
| 8.   | Tim Mikelj           | Sava                         | + 29' 59"   |
| 9.   | Mark Džamastagič     | Sava                         | + 34' 00"   |
| 10.  | Maximilian Kuen      | Tirol Cycling Team           | + 36' 46"   |

## Zabeležke
1. 1 2 3 4 5 6 7 8  Vsi rezultati Kristjana Korena iz leta 2011 in 2012 so bili zaradi dopinga naknadno (leta 2019) izbrisani.